# 天皇杯 JFA 第105回全日本サッカー選手権大会
天皇杯 JFA 第105回全日本サッカー選手権大会（てんのうはい JFA だい105かいぜんにほんサッカーせんしゅけんたいかい）は2025年5月24日から11月22日まで開催される予定の天皇杯 JFA 全日本サッカー選手権大会。

## 概要
2025年2月4日に日本サッカー協会 (JFA) から大会スケジュールが発表された。
本大会は出場チーム数は前年までと同様の88チームながら一部レギュレーションが変更され、同年6月に開催されるFIFAクラブワールドカップ2025に出場する浦和レッズがラウンド16にシードされ、その影響で通常は2回戦シードとなるJ2クラブのうち下位6クラブ（2024年のJ3リーグ上位で昇格した3クラブを含む）が1回戦からの出場となる。
2025年4月22日、本大会のイメージビジュアルと、決勝戦が国立競技場で行われることが発表された。

## 日程
2025年2月4日付けのリリースで公表された日程に基づく。
| 試合     | 開催日        | 予備日  | 参加チーム数変動   | 備考                                                                                       |
| -------- | ------------- | ------- | ------------------ | ------------------------------------------------------------------------------------------ |
| 1回戦    | 5月24日・25日 | 5月28日 | 54 (6+1+47) → 27   | J2下位6チーム（水戸・大分・愛媛・大宮・今治・富山）、 アマチュアシード、都道府県代表の参加 |
| 2回戦    | 6月11日       | 6月18日 | 60 (27+19+14) → 30 | J1 19チーム・J2 14チームの参加                                                             |
| 3回戦    | 7月16日       | 7月23日 | 30 → 15            |                                                                                            |
| 4回戦    | 8月6日        | 8月13日 | 16 (15+1) → 8      | 浦和レッズの参加                                                                           |
| 準々決勝 | 8月27日       | 9月10日 | 8 → 4              |                                                                                            |
| 準決勝   | 11月16日      |         | 4 → 2              |                                                                                            |
| 決勝     | 11月22日      |         | 2 → 1              |                                                                                            |

## 出場チーム
以下の「出場回数」についてはJFAの公式記録に基づくが、基本的には「前身となるチーム（クラブ化前の実業団チーム、など）からの通算回数」としている。ただし、一部に例外もある。

### J1リーグ
2025年のJ1リーグ所属の全20チーム。FIFAクラブワールドカップ2025に出場予定の浦和レッズは、本大会は4回戦（ラウンド16）からの出場となる。
| チーム           | 出場回数       |
| ---------------- | -------------- |
| 鹿島アントラーズ | 5年連続41回目  |
| 浦和レッズ       | 2年ぶり59回目  |
| 柏レイソル       | 5年連続57回目  |
| FC東京           | 5年連続31回目  |
| 東京ヴェルディ   | 5年連続50回目  |
| FC町田ゼルビア   | 5年連続13回目  |
| 川崎フロンターレ | 31年連続42回目 |
| 横浜F・マリノス  | 5年連続47回目  |
| 横浜FC           | 5年連続26回目  |
| 湘南ベルマーレ   | 5年連続53回目  |

| チーム             | 出場回数       |
| ------------------ | -------------- |
| アルビレックス新潟 | 5年連続33回目  |
| 清水エスパルス     | 5年連続33回目  |
| 名古屋グランパス   | 5年連続48回目  |
| 京都サンガF.C.     | 5年連続42回目  |
| ガンバ大阪         | 45年連続45回目 |
| セレッソ大阪       | 5年連続56回目  |
| ヴィッセル神戸     | 5年連続38回目  |
| ファジアーノ岡山   | 5年連続17回目  |
| サンフレッチェ広島 | 5年連続73回目  |
| アビスパ福岡       | 5年連続33回目  |

### J2リーグ
2025年のJ2リーグ所属の全20チーム。†のついたチーム（前年J2下位3チーム+前年J3上位3チーム）は1回戦からの出場。
| チーム                 | 出場回数       |
| ---------------------- | -------------- |
| 北海道コンサドーレ札幌 | 5年連続44回目  |
| ベガルタ仙台           | 5年連続31回目  |
| ブラウブリッツ秋田     | 24年連続32回目 |
| モンテディオ山形       | 5年連続33回目  |
| いわきFC               | 3年連続8回目   |
| 水戸ホーリーホック†    | 5年連続29回目  |
| RB大宮アルディージャ†  | 5年連続30回目  |
| ジェフユナイテッド千葉 | 5年連続60回目  |
| ヴァンフォーレ甲府     | 5年連続33回目  |
| カターレ富山†          | 5年連続16回目  |

| チーム            | 出場回数       |
| ----------------- | -------------- |
| ジュビロ磐田      | 5年連続48回目  |
| 藤枝MYFC          | 4年連続7回目   |
| レノファ山口FC    | 5年連続21回目  |
| 徳島ヴォルティス  | 34年連続37回目 |
| 愛媛FC†           | 2年連続24回目  |
| FC今治†           | 5年連続15回目  |
| サガン鳥栖        | 5年連続33回目  |
| V・ファーレン長崎 | 5年連続18回目  |
| ロアッソ熊本      | 5年連続25回目  |
| 大分トリニータ†   | 5年連続29回目  |

### アマチュアシードチーム
前回大会の最上位チームが所属する連盟である全日本大学サッカー連盟 (JUFA) が選出する1チーム（第73回全日本大学サッカー選手権大会優勝チーム）。
| チーム   | 所属リーグ  | 出場回数 |
| -------- | ----------- | -------- |
| 東洋大学 | 関東大学1部 | 初出場   |

### 都道府県代表
各都道府県代表は4月6日から5月11日までの間に決定した（特記なき道府県は5月11日に決定）。
| 都道府県 | チーム               | 所属リーグ    | 出場回数       | 備考   |
| -------- | -------------------- | ------------- | -------------- | ------ |
| 北海道   | BTOP北海道           | 北海道        | 2年ぶり2回目   |        |
| 青森県   | ラインメール青森     | JFL           | 5年ぶり4回目   |        |
| 岩手県   | いわてグルージャ盛岡 | JFL           | 5年連続18回目  |        |
| 宮城県   | 仙台大学             | 東北大学1部   | 6年ぶり4回目   |        |
| 秋田県   | ノースアジア大学     | 東北大学1部   | 2年ぶり3回目   | [ 6 ]  |
| 山形県   | 大山サッカークラブ   | 東北2部南     | 2年連続4回目   | [ 7 ]  |
| 福島県   | 福島ユナイテッドFC   | J3            | 4年連続13回目  |        |
| 茨城県   | 筑波大学             | 関東大学1部   | 4年連続35回目  | [ 8 ]  |
| 栃木県   | 栃木SC               | J3            | 5年連続25回目  |        |
| 群馬県   | ザスパ群馬           | J3            | 5年連続22回目  |        |
| 埼玉県   | 東京国際大学         | 関東大学1部   | 5年ぶり8回目   | [ 9 ]  |
| 千葉県   | 順天堂大学           | 関東大学2部   | 4年ぶり17回目  | [ 8 ]  |
| 東京都   | 法政大学             | 関東大学2部   | 6年ぶり14回目  | [ 8 ]  |
| 神奈川県 | SC相模原             | J3            | 3年連続4回目   |        |
| 山梨県   | 山梨学院大学PEGASUS  | 山梨県1部     | 4年連続7回目   | [ 9 ]  |
| 長野県   | 松本山雅FC           | J3            | 3年ぶり17回目  |        |
| 新潟県   | 新潟医療福祉大学     | 北信越大学1部 | 2年ぶり8回目   | [ 8 ]  |
| 富山県   | 富山新庄クラブ       | 北信越1部     | 5年ぶり8回目   |        |
| 石川県   | ツエーゲン金沢       | J3            | 5年連続21回目  |        |
| 福井県   | 福井ユナイテッドFC   | 北信越1部     | 14年連続17回目 |        |
| 静岡県   | Honda FC             | JFL           | 10年連続45回目 |        |
| 愛知県   | 中京大学             | 東海学生1部   | 2年連続9回目   | [ 8 ]  |
| 三重県   | ヴィアティン三重     | JFL           | 3年連続5回目   |        |
| 岐阜県   | FC岐阜               | J3            | 5年連続19回目  | [ 8 ]  |
| 滋賀県   | 守山侍2000           | 関西1部       | 初出場         |        |
| 京都府   | 京都産業大学         | 関西学生1部   | 2年連続7回目   |        |
| 大阪府   | FC大阪               | J3            | 4年ぶり7回目   |        |
| 兵庫県   | FC BASARA HYOGO      | 関西1部       | 初出場         | [ 8 ]  |
| 奈良県   | 奈良クラブ           | J3            | 4年連続16回目  | [ 8 ]  |
| 和歌山県 | アルテリーヴォ和歌山 | 関西1部       | 17年連続17回目 |        |
| 鳥取県   | ガイナーレ鳥取       | J3            | 5年連続27回目  | [ 9 ]  |
| 島根県   | ベルガロッソいわみ   | 中国          | 3年連続4回目   | [ 6 ]  |
| 岡山県   | 環太平洋大学FC       | 中国          | 初出場         | [ 10 ] |
| 広島県   | 福山シティFC         | 中国          | 2年連続5回目   | [ 6 ]  |
| 山口県   | FCバレイン下関       | 中国          | 3年連続5回目   | [ 6 ]  |
| 香川県   | カマタマーレ讃岐     | J3            | 3年連続25回目  |        |
| 徳島県   | FC徳島               | 四国          | 10年連続10回目 | [ 11 ] |
| 愛媛県   | レベニロッソNC       | 四国          | 初出場         |        |
| 高知県   | 高知ユナイテッドSC   | J3            | 10年連続10回目 |        |
| 福岡県   | ギラヴァンツ北九州   | J3            | 5年連続16回目  |        |
| 佐賀県   | Brew SAGA            | 九州          | 2年ぶり12回目  | [ 11 ] |
| 長崎県   | 三菱重工長崎SC       | 九州          | 3年連続12回目  |        |
| 熊本県   | イロンデル熊本FC     | 熊本県1部     | 初出場         |        |
| 大分県   | ヴェルスパ大分       | JFL           | 2年ぶり14回目  |        |
| 宮崎県   | ヴェロスクロノス都農 | 九州          | 10年ぶり2回目  |        |
| 鹿児島県 | 鹿児島ユナイテッドFC | J3            | 5年連続11回目  |        |
| 沖縄県   | 沖縄SV               | JFL           | 2年連続6回目   |        |

出場回数等に関する備考
1. ↑  日産自動車サッカー部→横浜マリノスからの出場回数を含む。なお、横浜フリューゲルスの出場回数（13回）は含まない。
2. ↑  前身の北陸電力/アローズ北陸（10回）およびYKK APサッカー部 （11回）の出場回数は含まない。
3. ↑  前身の静岡FCの出場回数（2回）は含まない。
4. ↑  鳥栖フューチャーズの出場回数（5回）を含む（なお、鳥栖と鳥栖Fには組織としての連続性はない。当該項参照）。
5. ↑  前身である国見FCの出場回数（1回）は含まない。
6. ↑  NTT熊本およびアルエット熊本の出場回数（5回）を含む（なお、ロアッソ熊本（および旧チーム名のロッソ熊本）とNTT熊本およびアルエット熊本には組織としての連続性はない。当該項参照）。
7. ↑  環太平洋大学サッカー部（トップチーム、中国大学1部所属）の出場回数（3回）は含まない。
8. ↑  前身の三菱化成黒崎サッカー部の出場回数（4回）は含まない。

## 試合結果
ラウンド16までの組み合わせ及び2回戦までの日程・会場は2025年3月7日に発表された。

### 1回戦
| 2025年5月24日 【1】                                  | カマタマーレ讃岐                 | 2 - 2 (延長) (4 - 5 PK戦)                                | 高知ユナイテッドSC               | 丸亀市                                                |
| 15:00                                                | - 岩本和希 59分 - 前川大河 116分 | レポート                                                 | - 新谷聖基 50分 - 上月翔聖 108分 | 競技場: Pikaraスタジアム 観客数: 658人 主審: 舟橋崇正 |
|                                                      | PK戦                             |                                                          |                                  |                                                       |
| - 前川大河 - 岩岸宗志 - 吉田陣平 - 内田瑞己 - 井林章 |                                  | - 内田優晟 - 小林里駆 - 金原朝陽 - 深川大輔 - 佐々木敦河 |                                  |                                                       |

| 2025年5月25日 【2】 | 福井ユナイテッドFC | 1 - 0    | Honda FC | 坂井市                                                          |
| 13:00               | 65分 (o.g.)        | レポート |          | 競技場: テクノポート福井スタジアム 観客数: 548人 主審: 國吉真吾 |

| 2025年5月25日 【3】 | 福山シティFC                    | 2 - 1    | FC徳島          | 広島市                                                            |
| 13:00               | - 松井治輝 63分 - 藤井敦仁 83分 | レポート | - 藤原志龍 60分 | 競技場: エディオンピースウイング広島 観客数: 869人 主審: 金渕佑亮 |

| 2025年5月24日 【4】 | 仙台大学                      | 2 - 4    | 東洋大学                                                      | 宮城郡利府町                                                                     |
| 13:00               | - 小松朝陽 22分 - 30分 (o.g.) | レポート | - 髙橋輝 14分, 40分 - 岡部タリクカナイ颯斗 15分 - 宮本新 45分 | 競技場: みやぎ生協めぐみ野フットボール場Bグラウンド 観客数: 205人 主審: 竹内清人 |

| 2025年5月25日 【5】 | 福島ユナイテッドFC                                                                                          | 9 - 1    | 東京国際大学    | 福島市                                                            |
| 13:00               | - 森晃太 12分, 55分 - 藤谷匠 25分 - 樋口寛規 31分, 46分 - 中村翼 35分 - 城定幹大 45分 - 石井稜真 66分, 83分 | レポート | - 古谷柊介 15分 | 競技場: とうほう・みんなのスタジアム 観客数: 633人 主審: 平塚将哲 |

| 2025年5月24日 【6】 | 水戸ホーリーホック | 0 - 1    | SC相模原      | 水戸市                                                            |
| 13:00               |                    | レポート | 武藤雄樹 86分 | 競技場: ケーズデンキスタジアム水戸 観客数: 1,713人 主審: 瀬田貴仁 |

| 2025年5月25日 【7】 | ラインメール青森                                                      | 5 - 0    | BTOP北海道 | 八戸市                                                      |
| 13:00               | - 有田光希 14分, 64分 - 長嶋風太 57分 - 西坂斗和 85分 - 斉藤諒 90+2分 | レポート |            | 競技場: プライフーズスタジアム 観客数: 292人 主審: 加藤正和 |

| 2025年5月25日 【8】 | ヴィアティン三重 | 1 - 0    | 山梨学院大学PEGASUS | 鈴鹿市                                                                                |
| 13:00               | 伊東進之輔 72分  | レポート |                     | 競技場: 三重交通G スポーツの杜 鈴鹿 サッカー・ラグビー場 観客数: 453人 主審: 板矢智志 |

| 2025年5月25日 【9】 | FC今治 | 0 - 2    | 鹿児島ユナイテッドFC                      | 今治市                                                            |
| 13:00               |        | レポート | - ンドカ・チャールス 79分 - 河村慶人 86分 | 競技場: アシックス里山スタジアム 観客数: 1,597人 主審: 佐々木慎哉 |

| 2025年5月25日 【10】 | ザスパ群馬      | 1 - 0    | 法政大学 | 前橋市                                                                    |
| 13:00                | 髙澤優也 90+6分 | レポート |          | 競技場: アースケア敷島サッカー・ラグビー場 観客数: 1,264人 主審: 山田昌輝 |

| 2025年5月25日 【11】 | RB大宮アルディージャ | 0 - 1    | 筑波大学      | さいたま市                                                 |
| 14:00                |                      | レポート | 廣井蘭人 40分 | 競技場: NACK5スタジアム大宮 観客数: 4,826人 主審: 大坪博和 |

| 2025年5月25日 【12】 | 沖縄SV                                                          | 4 - 1    | ヴェルスパ大分 | 沖縄市                                                            |
| 13:00                | - 下口竜空 18分 - 高塩隼生 26分 - 上野瑶介 53分 - 川中健太 67分 | レポート | - 高山優 52分  | 競技場: 沖縄県総合運動公園陸上競技場 観客数: 290人 主審: 村田裕紀 |

| 2025年5月25日 【13】 | ベルガロッソいわみ | 0 - 1    | ギラヴァンツ北九州 | 出雲市                                                          |
| 13:00                |                    | レポート | 吉長真優 19分      | 競技場: 島根県立浜山公園陸上競技場 観客数: 679人 主審: 佐藤浩太 |

| 2025年5月24日 【14】 | Brew SAGA                     | 2 - 1    | イロンデル熊本FC | 佐賀市                                                                   |
| 13:00                | - 22分 (o.g.) - 平形武丸 66分 | レポート | - 守田雄樹 25分  | 競技場: SAGAサンライズパーク SAGAスタジアム 観客数: 235人 主審: 酒井達矢 |

| 2025年5月25日 【15】 | FCバレイン下関                  | 2 - 1 (延長) | 環太平洋大学FC  | 下関市                                                    |
| 13:00                | - 戸田海人 64分 - 上村音生 97分 | レポート     | - 大野公瑛 25分 | 競技場: セービング陸上競技場 観客数: 712人 主審: 西山貴生 |

| 2025年5月24日 【16】 | FC岐阜                                            | 3 - 1    | 富山新庄クラブ  | 岐阜市                                                    |
| 13:00                | - 粟飯原尚平 31分 - 甲斐健太郎 53分 - 野澤陸 85分 | レポート | - 松岡昂哉 88分 | 競技場: 新日本ガス球技メドウ 観客数: 835人 主審: 大穂祐太 |

| 2025年5月25日 【17】 | 松本山雅FC                      | 2 - 1 (延長) | FC大阪        | 松本市                                                     |
| 13:00                | - 村越凱光 25分 - 菊井悠介 97分 | レポート     | - 川上竜 71分 | 競技場: サンプロ アルウィン 観客数: 3,560人 主審: 中山友希 |

| 2025年5月25日 【18】 | ツエーゲン金沢                                                                            | 6 - 0    | 中京大学 | 金沢市                                                              |
| 13:00                | - 四宮悠成 15分 - 土信田悠生 56分, 71分 - 宮崎海冬 57分 - 大谷駿斗 63分 - パトリック 86分 | レポート |          | 競技場: 金沢ゴーゴーカレースタジアム 観客数: 1,385人 主審: 西田裕貴 |

| 2025年5月25日 【19】 | 大分トリニータ                    | 2 - 0    | レベニロッソNC | 大分市                                                  |
| 13:00                | - 有馬幸太郎 17分 - 伊佐耕平 36分 | レポート |                | 競技場: クラサスドーム大分 観客数: 3,168人 主審: 岡宏道 |

| 2025年5月25日 【20】 | アルテリーヴォ和歌山                                      | 4 - 3    | FC BASARA HYOGO                                         | 和歌山市                                                            |
| 13:00                | - 大迫武早志 15分 - 下間蓮之介 33分 - 杉浦晃太 67分, 80分 | レポート | - 五十嵐理人 28分 - ヨム・テファン 53分 - 毛利隼 90+1分 | 競技場: 和歌山県紀三井寺公園陸上競技場 観客数: 501人 主審: 本多文哉 |

| 2025年5月24日 【21】 | 京都産業大学                                  | 3 - 1    | 守山侍2000    | 京都市                                                      |
| 13:00                | - 西川宙希 61分 - 大倉慎平 70分 - 伊藤翼 90分 | レポート | - 大嶋佑 58分 | 競技場: たけびしスタジアム京都 観客数: 549人 主審: 菊池俊吾 |

| 2025年5月25日 【22】 | カターレ富山                    | 2 - 1    | 順天堂大学      | 高岡市                                                              |
| 13:00                | - 碓井聖生 67分 - 古川真人 70分 | レポート | - 大井勇人 16分 | 競技場: 高岡市サッカー・ラグビー場 観客数: 1,754人 主審: 植松健太朗 |

| 2025年5月24日 【23】 | 奈良クラブ                                          | 3 - 1 (延長) | 新潟医療福祉大学  | 奈良市                                                  |
| 13:00                | - 中島賢星 25分 - 川谷凪 105+2分 - 田村翔太 120+1分 | レポート     | - 武原幸之介 75分 | 競技場: ロートフィールド奈良 観客数: 360人 主審: 高橋睦 |

| 2025年5月25日 【24】 | いわてグルージャ盛岡                                                                                 | 6 - 0    | ノースアジア大学 | 盛岡市                                                |
| 13:00                | - 和田昂士 9分 - ウォン・テラン 36分 - 松村航希 44分 - 藤島樹騎也 55分 - 嫁阪翔太 71分 - シラス 75分 | レポート |                  | 競技場: いわぎんスタジアム 観客数: 355人 主審: 眞尾龍 |

| 2025年5月24日 【25】 | 栃木SC                                                      | 5 - 0    | 大山サッカークラブ | 宇都宮市                                                        |
| 13:00                | - 星野創輝 26分, 43分, 60分 - 五十嵐太陽 59分 - 森璃太 90分 | レポート |                    | 競技場: 栃木県グリーンスタジアム 観客数: 1,217人 主審: 宇田賢史 |

| 2025年5月24日 【26】 | 愛媛FC      | 1 - 0    | 三菱重工長崎SC | 松山市                                                  |
| 13:00                | 窪田稜 55分 | レポート |                | 競技場: ニンジニアスタジアム 観客数: 662人 主審: 宗像瞭 |

| 2025年5月24日 【27】 | ヴェロスクロノス都農              | 2 - 1    | ガイナーレ鳥取  | 児湯郡新富町                                                  |
| 13:00                | - 松本幹太 20分 - 上米良柊人 67分 | レポート | - 普光院誠 76分 | 競技場: いちご宮崎新富サッカー場 観客数: 344人 主審: 小林拓矢 |

### 2回戦
| 2025年6月11日 【28】 | ヴィッセル神戸                                           | 4 - 1    | 高知ユナイテッドSC | 神戸市                                                        |
| 19:03                | - 10分 (o.g.), 64分 (o.g.) - エリキ 50分 - 広瀬陸斗 84分 | レポート | - 三好麟大 75分    | 競技場: ノエビアスタジアム神戸 観客数: 4,597人 主審: 池内明彦 |

| 2025年6月11日 【29】 | ヴァンフォーレ甲府            | 2 - 1    | 福井ユナイテッドFC | 甲府市                                                               |
| 19:00                | - 井上樹 15分 - 三平和司 62分 | レポート | - 髙貝樹幹 65分    | 競技場: JITリサイクルインクスタジアム 観客数: 2,757人 主審: 井上知大 |

| 2025年6月11日 【30】 | アルビレックス新潟 | 1 - 0 (延長) | 福山シティFC | 新潟市                                                              |
| 19:03                | - 笠井佳祐 108分   | レポート     |              | 競技場: デンカビッグスワンスタジアム 観客数: 5,653人 主審: 上原直人 |

| 2025年6月11日 【31】 | 柏レイソル | 0 - 2 (延長) | 東洋大学                              | 柏市                                                              |
| 19:04                |            | レポート     | - 山之内佑成 107分 - 依田悠希 120+1分 | 競技場: 三協フロンテア柏スタジアム 観客数: 3,052人 主審: 高崎航地 |

| 2025年6月11日 【32】 | 川崎フロンターレ                                  | 4 - 3    | 福島ユナイテッドFC                             | 川崎市                                                                     |
| 19:03                | - 山田新 29分, 51分 - 脇坂泰斗 64分 - 小林悠 84分 | レポート | - 森晃太 9分 - 矢島輝一 89分 - 狩野海晟 90+1分 | 競技場: Uvanceとどろきスタジアム by Fujitsu 観客数: 7,942人 主審: 山下良美 |

| 2025年6月11日 【33】 | ジュビロ磐田    | 1 - 2    | SC相模原                                             | 磐田市                                                  |
| 19:00                | - 川﨑一輝 23分 | レポート | - 髙木彰人 61分 (PK) - ラファエル・フルタード 90+4分 | 競技場: ヤマハスタジアム 観客数: 3,569人 主審: 吉田哲朗 |

| 2025年6月11日 【34】 | 横浜F・マリノス | 0 - 2    | ラインメール青森                                 | 横浜市                                                    |
| 18:30                |                 | レポート | - 廣末陸 35分 (PK) - ルイス・フェルナンド 45+1分 | 競技場: ニッパツ三ツ沢球技場 観客数: 4,964人 主審: 川俣秀 |

| 2025年6月11日 【35】 | いわきFC        | 1 - 2    | ブラウブリッツ秋田    | いわき市                                                            |
| 19:00                | - 谷村海那 85分 | レポート | - 佐川洸介 51分, 53分 | 競技場: ハワイアンズスタジアムいわき 観客数: 1,797人 主審: 清水勇人 |

| 2025年6月18日 【36】 | ガンバ大阪                                  | 2 - 1    | ヴィアティン三重 | 吹田市                                                            |
| 19:00                | - 佐々木翔悟 58分 - デニス・ヒュメット 67分 | レポート | - 大竹将吾 56分  | 競技場: パナソニックスタジアム吹田 観客数: 6,165人 主審: 荒木友輔 |

| 2025年6月11日 【37】 | モンテディオ山形               | 2 - 1    | 鹿児島ユナイテッドFC | 天童市                                                        |
| 19:00                | - 坂本亘基 4分 - 藤本佳希 80分 | レポート | - 米澤令衣 63分      | 競技場: NDソフトスタジアム山形 観客数: 2,578人 主審: 野堀桂佑 |

| 2025年6月11日 【38】 | 鹿島アントラーズ                          | 4 - 0    | ザスパ群馬 | 鹿嶋市                                                              |
| 19:00                | - 36分 (o.g.) - 鈴木優磨 50分, 55分, 86分 | レポート |            | 競技場: 県立カシマサッカースタジアム 観客数: 6,108人 主審: 木村博之 |

| 2025年6月11日 【39】 | V・ファーレン長崎          | 2 - 1    | 筑波大学          | 長崎市                                                                     |
| 19:00                | - 笠柳翼 5分 - 名倉巧 24分 | レポート | - 小林俊瑛 90+2分 | 競技場: PEACE STADIUM Connected by SoftBank 観客数: 5,204人 主審: 石丸秀平 |

| 2025年6月11日 【40】 | アビスパ福岡                  | 2 - 0    | 沖縄SV | 福岡市                                                      |
| 19:00                | - 前田陽輝 65分 - 89分 (o.g.) | レポート |        | 競技場: ベスト電器スタジアム 観客数: 2,078人 主審: 先立圭吾 |

| 2025年6月11日 【41】 | ファジアーノ岡山 | 0 - 2    | ギラヴァンツ北九州                | 岡山市                                                       |
| 19:00                |                  | レポート | - 河辺駿太郎 12分 - 吉原楓人 52分 | 競技場: JFE晴れの国スタジアム 観客数: 3,944人 主審: 椎野大地 |

| 2025年6月11日 【42】 | サンフレッチェ広島                                 | 3 - 1    | Brew SAGA       | 福山市                                                        |
| 19:00                | - マルコス・ジュニオール 4分, 33分 - 前田直輝 81分 | レポート | - 粕谷海土 41分 | 競技場: 福山通運ローズスタジアム 観客数: 3,942人 主審: 中村太 |

| 2025年6月11日 【43】 | 藤枝MYFC | 2 - 0    | FCバレイン下関                        | 藤枝市                                                          |
| 19:00                |          | レポート | - ディアマンカ・センゴール 63分, 70分 | 競技場: 藤枝総合運動公園サッカー場 観客数: 810人 主審: 窪田陽輔 |

| 2025年6月11日 【44】 | 湘南ベルマーレ | 2 - 0    | FC岐阜                              | 平塚市                                                          |
| 19:00                |                | レポート | - 鈴木章斗 63分 - キム・ミンテ 67分 | 競技場: レモンガススタジアム平塚 観客数: 2,188人 主審: 今村義朗 |

| 2025年6月11日 【45】 | 清水エスパルス                                                             | 4 - 2    | 松本山雅FC                | 静岡市                                                     |
| 19:00                | - 中原輝 5分 - 住吉ジェラニレショーン 10分 - 矢島慎也 48分 - 弓場将輝 77分 | レポート | - 二ノ宮慈洋 45+1分, 65分 | 競技場: IAIスタジアム日本平 観客数: 4,582人 主審: 長峯滉希 |

| 2025年6月18日 【46】 | FC東京                                | 3 - 1    | ツエーゲン金沢 | 調布市                                                  |
| 19:03                | - 佐藤恵允 32分, 44分 - 長倉幹樹 85分 | レポート | - 村田迅 89分  | 競技場: 味の素スタジアム 観客数: 5,651人 主審: 清水勇人 |

| 2025年6月18日 【47】                      | 北海道コンサドーレ札幌          | 2 - 2 (延長) (3 - 5 PK戦)                              | 大分トリニータ                      | 札幌市                                                             |
| 19:00                                     | - 木戸柊摩 24分 - 出間思努 28分 | レポート                                               | - 薩川淳貴 39分 - 宇津元伸弥 90+5分 | 競技場: 大和ハウス プレミストドーム 観客数: 4,316人 主審: 小屋幸栄 |
|                                           | PK戦                            |                                                        |                                     |                                                                    |
| - 白井陽斗 - 高嶺朋樹 - 児玉潤 - 田中克幸 |                                 | - 伊佐耕平 - 天笠泰輝 - 池田廉 - 宇津元伸弥 - 藤原優大 |                                     |                                                                    |

| 2025年6月11日 【48】 | セレッソ大阪 | 5 - 0    | アルテリーヴォ和歌山 | 大阪市                                                      |
| 19:00                | - ヴィトール・ブエノ 31分 - チアゴ・アントラーデ 50分 - ラファエル・ハットン 64分 - 登里享平 87分 - 古山兼悟 90+1分 | レポート |                      | 競技場: ヨドコウ桜スタジアム 観客数: 4,195人 主審: 須谷雄三 |

| 2025年6月11日 【49】 | 徳島ヴォルティス                  | 2 - 1    | レノファ山口FC  | 鳴門市                                                                                |
| 18:30                | - 玄理吾 18分 - 坪井清志郎 90+2分 | レポート | - 末永透瑛 58分 | 競技場: 鳴門・大塚スポーツパークポカリスエットスタジアム 観客数: 1,498人 主審: 岡宏道 |

| 2025年6月11日 【50】 | FC町田ゼルビア                    | 2 - 1    | 京都産業大学      | 町田市                                                    |
| 18:30                | - 藤尾翔太 86分 - 相馬勇紀 90+2分 | レポート | - 長谷川裟恭 58分 | 競技場: 町田GIONスタジアム 観客数: 1,704人 主審: 御厨貴文 |

| 2025年6月11日 【51】 | ベガルタ仙台 | 0 - 1    | カターレ富山      | 宮城郡利府町                                                            |
| 19:00                |              | レポート | - 髙橋馨希 45+2分 | 競技場: キューアンドエースタジアムみやぎ 観客数: 1,719人 主審: 田中玲匡 |

| 2025年6月11日 【52】 | 京都サンガF.C.    | 1 - 0    | 奈良クラブ | 亀岡市                                                             |
| 19:00                | - 福田心之助 87分 | レポート |            | 競技場: サンガスタジアム by KYOCERA 観客数: 3,774人 主審: 山本雄大 |

| 2025年6月18日 【53】 | 横浜FC                            | 2 - 1    | いわてグルージャ盛岡 | 横浜市                                                        |
| 18:30                | - 室井彗佑 63分 - 小倉陽太 90+4分 | レポート | - 牟田雄祐 70分      | 競技場: ニッパツ三ツ沢球技場 観客数: 1,557人 主審: 福島孝一郎 |

| 2025年6月11日 【54】 | 東京ヴェルディ                                 | 3 - 1    | 栃木SC          | 調布市                                                  |
| 19:00                | - 綱島悠斗 4分 - 鈴木海音 44分 - 山見大登 50分 | レポート | - 高橋秀典 32分 | 競技場: 味の素スタジアム 観客数: 2,726人 主審: 岡部拓人 |

| 2025年6月11日 【55】 | サガン鳥栖      | 1 - 0    | 愛媛FC | 鳥栖市                                                      |
| 19:00                | - 鈴木大馳 69分 | レポート |        | 競技場: 駅前不動産スタジアム 観客数: 2,573人 主審: 中川愛斗 |

| 2025年6月11日 【56】 | 名古屋グランパス                            | 3 - 0    | ヴェロスクロノス都農 | 豊田市                                                |
| 18:30                | - 稲垣祥 47分 - 原輝綺 67分 - 山岸祐也 79分 | レポート |                      | 競技場: 豊田スタジアム 観客数: 4,248人 主審: 上田益也 |

| 2025年6月11日 【57】                                                                  | ジェフユナイテッド千葉 | 1 - 1 (延長) (4 - 5 PK戦)                                     | ロアッソ熊本  | 千葉市                                                  |
| 19:00                                                                                 | - 呉屋大翔 28分        | レポート                                                      | - 85分 (o.g.) | 競技場: フクダ電子アリーナ 観客数: 3,953人 主審: 俵元希 |
|                                                                                       | PK戦                   |                                                               |               |                                                         |
| - 髙橋壱晟 - エドゥアルド - 河野貴志 - 鳥海晃司 - カルリーニョス・ジュニオ - 横山暁之 |                        | - 岩下航 - 半代将都 - 藤井皓也 - 塩浜遼 - 古長谷千博 - 豊田歩 |               |                                                         |

### 3回戦
| 2025年7月16日 【58】 | ヴィッセル神戸                  | 2 - 1 (延長) | ヴァンフォーレ甲府 | 甲府市                                                                 |
| 19:00                | - 岩波拓也 90+7分 - エリキ 94分 | レポート     | - 内藤大和 58分    | 競技場: JIT リサイクルインク スタジアム 観客数: 4,608人 主審: 上田益也 |

| 2025年7月16日 【59】 | アルビレックス新潟 | 1 - 2    | 東洋大学                            | 新潟市                                                              |
| 19:00                | - 橋本健人 49分    | レポート | - 村上力己 45+2分 - 湯之前匡央 57分 | 競技場: デンカビッグスワンスタジアム 観客数: 5,887人 主審: 岡部拓人 |

| 2025年7月16日 【60】                      | 川崎フロンターレ | 0 - 0 (延長) (1 - 3 PK戦)                              | SC相模原 | 川崎市                                                                     |
| 19:00                                     |                  | レポート                                               |          | 競技場: Uvanceとどろきスタジアム by Fujitsu 観客数: 8,661人 主審: 飯田淳平 |
|                                           | PK戦             |                                                        |          |                                                                            |
| - 河原創 - 山本悠樹 - 神田奏真 - 大関友翔 |                  | - 武藤雄樹 - ピトリック - 竹内崇人 - 加藤大育 - 高野遼 |          |                                                                            |

| 2025年7月16日 【61】 | ラインメール青森   | 1 - 2    | ブラウブリッツ秋田   | 八戸市                                                      |
| 18:30                | - 廣末陸 29分 (PK) | レポート | - 佐川洸介 8分, 39分 | 競技場: プライフーズスタジアム 観客数: 736人 主審: 山下良美 |

| 2025年7月16日 【62】                                               | ガンバ大阪                                                           | 4 - 4 (延長) (3 - 4 PK戦)                   | モンテディオ山形                                       | 天童市                                                        |
| 19:00                                                              | - イッサム・ジェバリ 40分, 73分 - 黒川圭介 60分 - 中谷進之介 120+2分 | レポート                                    | - 氣田亮真 20分, 30分 - 高橋潤哉 78分 - 吉尾海夏 116分 | 競技場: NDソフトスタジアム山形 観客数: 5,471人 主審: 荒木友輔 |
|                                                                    | PK戦                                                                 |                                             |                                                        |                                                               |
| - 宇佐美貴史 - ウェルトン - イッサム・ジェバリ - 岸本武流 - 満田誠 |                                                                      | - 高橋潤哉 - 坂本亘基 - 吉尾海夏 - 安部崇士 |                                                        |                                                               |

| 2025年7月16日 【63】 | 鹿島アントラーズ                   | 2 - 1    | V・ファーレン長崎 | 長崎市                                                                      |
| 19:00                | - チャヴリッチ 9分 - 小川諒也 53分 | レポート | - 山﨑凌吾 58分   | 競技場: PEACE STADIUM Connected by SoftBank 観客数: 11,388人 主審: 小屋幸栄 |

| 2025年7月16日 【64】                                                           | アビスパ福岡 | 0 - 0 (延長) (4 - 2 PK戦)                   | ギラヴァンツ北九州 | 福岡市                                                      |
| 19:00                                                                          |              | レポート                                    |                    | 競技場: ベスト電器スタジアム 観客数: 8,712人 主審: 笠原寛貴 |
|                                                                                | PK戦         |                                             |                    |                                                             |
| - 金森健志 - ナッシム・ベン・カリファ - 松岡大起 - 橋本悠 - シャハブ・ザヘディ |              | - 渡邉颯太 - 坪郷来紀 - 辻岡佑真 - 喜山康平 |                    |                                                             |

| 2025年7月16日 【65】 | サンフレッチェ広島                                                                     | 5 - 2    | 藤枝MYFC                    | 藤枝市                                                              |
| 19:00                | - 加藤陸次樹 19分 - 前田直輝 38分 - 中村草太 54分 - 中野就斗 67分 - 木下康介 72分 (PK) | レポート | - 浅倉廉 15分 - 44分 (o.g.) | 競技場: 藤枝総合運動公園サッカー場 観客数: 1,822人 主審: 福島孝一郎 |

| 2025年7月16日 【66】 | 湘南ベルマーレ | 0 - 1 (延長) | 清水エスパルス               | 平塚市                                                          |
| 19:00                |                | レポート     | - ドウグラス・タンキ 105+1分 | 競技場: レモンガススタジアム平塚 観客数: 3,631人 主審: 上原直人 |

| 2025年7月16日 【67】 | FC東京                             | 2 - 0    | 大分トリニータ | 大分市                                                    |
| 19:00                | - 長倉幹樹 19分 (PK) - 小泉慶 33分 | レポート |                | 競技場: クラサスドーム大分 観客数: 4,479人 主審: 今村義朗 |

| 2025年7月16日 【68】 | セレッソ大阪                                                | 2 - 0    | 徳島ヴォルティス | 鳴門市                                                                                  |
| 18:30                | - ルーカス・フェルナンデス 60分 - ラファエル・ハットン 87分 | レポート |                  | 競技場: 鳴門・大塚スポーツパークポカリスエットスタジアム 観客数: 3,475人 主審: 椎野大地 |

| 2025年7月16日 【69】 | FC町田ゼルビア                  | 2 - 1    | カターレ富山  | 富山市                                                              |
| 19:00                | - 西村拓真 21分 - 岡村大八 73分 | レポート | - 武颯 45+1分 | 競技場: 富山県総合運動公園陸上競技場 観客数: 3,629人 主審: 長峯滉希 |

| 2025年7月16日 【70】                                                       | 京都サンガF.C.                                                | 3 - 3 (延長) (4 - 3 PK戦)                                    | 横浜FC                                             | 亀岡市                                                             |
| 19:00                                                                      | - ラファエル・エリアス 79分 - 中野瑠馬 108分 - 太田岳志 119分 | レポート                                                     | - 鈴木準弥 59分 - 伊藤翔 91分 - 櫻川ソロモン 100分 | 競技場: サンガスタジアム by KYOCERA 観客数: 3,906人 主審: 須谷雄三 |
|                                                                            | PK戦                                                          |                                                              |                                                    |                                                                    |
| - ラファエル・エリアス - 福田心之助 - 山田楓喜 - ムリロ・コスタ - 須貝英大 |                                                               | - 山田康太 - 伊藤翔 - ジョアン・パウロ - 福森晃斗 - 新保海鈴 |                                                    |                                                                    |

| 2025年7月16日 【71】 | 東京ヴェルディ  | 1 - 0    | サガン鳥栖 | 鳥栖市                                                    |
| 19:00                | - 染野唯月 69分 | レポート |            | 競技場: 駅前不動産スタジアム 観客数: 3,688人 主審: 谷本涼 |

| 2025年7月16日 【72】 | 名古屋グランパス                            | 2 - 1    | ロアッソ熊本  | 熊本市                                                      |
| 19:00                | - キャスパー・ユンカー 39分 - 浅野雄也 86分 | レポート | - 大崎舜 74分 | 競技場: えがお健康スタジアム 観客数: 4,322人 主審: 先立圭吾 |

### ラウンド16（4回戦）
| 2025年8月6日 【73】 | ヴィッセル神戸                     | 2 - 1 (延長) | 東洋大学          | 神戸市                                                        |
| 19:00               | - 井出遥也 13分 - 宮代大聖 120+1分 | レポート     | - 湯之前匡央 36分 | 競技場: ノエビアスタジアム神戸 観客数: 5,115人 主審: 小屋幸栄 |

| 2025年8月6日 【74】 | SC相模原                         | 2 - 1 (延長) | ブラウブリッツ秋田 | 平塚市                                                          |
| 19:00               | - 髙木彰人 34分 - 加藤拓己 120分 | レポート     | - 佐藤大樹 85分    | 競技場: レモンガススタジアム平塚 観客数: 1,584人 主審: 清水勇人 |

| 2025年8月6日 【75】 | モンテディオ山形  | 1 - 2    | 浦和レッズ                      | 天童市                                                        |
| 19:00               | - 國分伸太郎 10分 | レポート | - 金子拓郎 61分 - 小森飛絢 85分 | 競技場: NDソフトスタジアム山形 観客数: 8,699人 主審: 椎野大地 |

| 2025年8月6日 【76】 | 鹿島アントラーズ                                        | 3 - 2 (延長) | アビスパ福岡                                  | 鹿嶋市                                                    |
| 19:00               | - チャヴリッチ 13分 (PK) - 知念慶 52分 - 鈴木優磨 116分 | レポート     | - 前嶋洋太 45+1分 - シャハブ・ザヘディ 90+3分 | 競技場: メルカリスタジアム 観客数: 8,241人 主審: 高崎航地 |

| 2025年8月6日 【77】 | サンフレッチェ広島                                | 3 - 0    | 清水エスパルス | 広島市                                                               |
| 18:30               | - 前田直輝 45+1分 - 中村草太 59分 - 木下康介 76分 | レポート |                | 競技場: エディオンピースウイング広島 観客数: 10,110人 主審: 岡部拓人 |

| 2025年8月6日 【78】 | FC東京                          | 2 - 1    | セレッソ大阪    | 大阪市                                                        |
| 18:30               | - 仲川輝人 55分 - 長倉幹樹 80分 | レポート | - 香川真司 60分 | 競技場: ヨドコウ桜スタジアム 観客数: 6,136人 主審: 福島孝一郎 |

| 2025年8月6日 【79】 | FC町田ゼルビア  | 1 - 0    | 京都サンガF.C. | 町田市                                                    |
| 18:30               | - 藤尾翔太 59分 | レポート |                | 競技場: 町田GIONスタジアム 観客数: 3,003人 主審: 上田益也 |

| 2025年8月13日 【80】 | 東京ヴェルディ  | 1 - 2    | 名古屋グランパス                   | 調布市                                                  |
| 19:00                | - 新井悠太 12分 | レポート | - 内田宅哉 26分 - 稲垣祥 81分 (PK) | 競技場: 味の素スタジアム 観客数: 7,666人 主審: 荒木友輔 |

### 準々決勝
準々決勝以降の組み合わせは、2025年8月7日に東京都文京区のblue-ing! PARKエリアにてオープンドローが行われ、日本サッカー協会公式YouTubeチャンネル「JFATV」で生配信された。
抽選に当たっては、準々決勝の会場が確保できなかった広島をアウェーに置く抽選が行われ、その後7つのポジションを定めた。ゲストドロワーに元日本代表の中澤佑二、司会進行にNHKアナウンサー（NHKグローバルメディアサービス所属）の内山俊哉。
| 2025年8月27日 【81】 | FC町田ゼルビア | v | 鹿島アントラーズ | 町田市                     |
| 18:30                |                |   |                  | 競技場: 町田GIONスタジアム |

| 2025年8月27日 【82】 | FC東京 | v | 浦和レッズ | さいたま市                 |
| 19:00                |        |   |            | 競技場: 埼玉スタジアム2002 |

| 2025年8月27日 【83】 | SC相模原 | v | ヴィッセル神戸 | 平塚市                           |
| 19:00                |          |   |                | 競技場: レモンガススタジアム平塚 |

| 2025年8月27日 【84】 | 名古屋グランパス | v | サンフレッチェ広島 | 豊田市                 |
| 18:30                |                  |   |                    | 競技場: 豊田スタジアム |

### 準決勝
| 2025年11月16日 【85】 | 【81】の勝者 | v | 【82】の勝者 |  |

| 2025年11月16日 【86】 | 【83】の勝者 | v | 【84】の勝者 |  |

### 決勝
| 【85】の勝者 | v | 【86】の勝者 |
| ------------ | - | ------------ |
|              |   |              |

### 注記
1. ↑  前回大会のアマチュアカテゴリーの最上位チームは3回戦に進出した筑波大学（関東大学1部、J1柏に延長戦で敗戦）とJAPANサッカーカレッジ（北信越1部、J2山口に敗戦）の2チーム。